# Maximilian von Mexiko (Fernsehspiel)
Maximilian von Mexiko ist ein zweiteiliges Fernsehspiel, das 1969 gemeinsam von ORF und ZDF produziert wurde. Es thematisiert die Französische Intervention in Mexiko und die Rolle Maximilians von Mexiko bis zu dessen Hinrichtung am 19. Juni 1867 in Querétaro. Die deutsche Erstausstrahlung erfolgte am 20. und 22. März 1970.

## Handlung

### Teil 1: Ein Kaiser wird gemacht
1862. Der österreichische Erzherzog Maximilian lebt mit seiner Frau Charlotte, einer belgischen Prinzessin, zurückgezogen auf Schloss Miramare bei Triest und sehnt sich, da er von der Thronfolge ausgeschlossen und von seinem Bruder Kaiser Franz Joseph I. politisch kalt gestellt wurde, nach einer Aufgabe.
In Frankreich sucht Kaiser Napoleon III. für die Republik Mexiko und die dortige konservative Partei einen Regenten. Mexiko ist in Frankreich hoch verschuldet; insbesondere durch den Schweizer Bankier Jecker, der eigens die französische Staatsbürgerschaft angenommen hat, um die Schulden mit französischer Militärhilfe eintreiben zu können. Der neue liberale Präsident Benito Juárez weigert sich jedoch, die Schulden seiner konservativen Vorgängerregierung anzuerkennen. In Mexiko tobt seit längerem ein Bürgerkrieg. Die konservative Partei wird vom katholischen Klerus und Papst Pius IX. unterstützt. Die liberale Partei unter Juarez weiß moralisch die USA auf ihrer Seite. Doch die Nordstaaten sind momentan durch den Sezessionskrieg außenpolitisch gebunden und können eine europäische Intervention in Mexiko militärisch nicht verhindern.  Vordergründig geht es Napoleon um die Schuldeneintreibung, doch letztlich ist er an einem von ihm abhängigen Mexiko interessiert. Zwar gelingt es ihm, für die Schuldeneintreibung England und Spanien als militärische Bündnispartner zu gewinnen. Doch als Napoleons weitergehende Pläne bekannt werden, ziehen sie sich unter Protest aus Mexiko zurück.
Obwohl Maximilian selbst starke Zweifel an der Regentschaft hegt und sein Bruder Franz Josef ihm dringend von der Annahme der mexikanischen Krone abrät, lässt sich der Erzherzog letztlich von seiner Frau Charlotte, die sich schon als Kaiserin von Mexiko sieht, überzeugen. Er nimmt das Angebot Napoleons an.

### Teil 2: Der Tod in Queretaro
In Mexiko angekommen erfährt Maximilian schmerzhaft, dass er falschen Informationen aufgesessen ist. Die angebliche Volksabstimmung, nach der die Mehrheit des mexikanischen Volkes ihn als Kaiser begrüßen würde, wurde von den Franzosen und ihren konservativen Verbündeten zu seinen Gunsten manipuliert. Die Finanzlage ist katastrophal. Das Militär kann nicht bezahlt werden. Es mangelt an der einfachsten Infrastruktur. Maximilian sieht sich gezwungen, neue Schulden aufzunehmen und sogar belgische und österreichische Soldaten anzuheuern.
Der Krieg gegen die Liberalen unter Juarez wird von dem französischen Marschall Bazaine mit aller Grausamkeit auch gegen die Zivilbevölkerung geführt. Die französischen Truppen und ihre konservativen mexikanischen Verbündeten stehen hilflos einer liberalen Guerilla gegenüber, die aus dem Hinterhalt zuschlägt und nicht  zu fassen ist. Zusätzlich macht sich der im Grunde liberal denkende Maximilian noch die katholische Kirche zum Feind. Er weigert sich gewisse liberale Reformen, insbesondere die Enteignung der Klöster mit ihrem riesigen Grundbesitz, rückgängig zu machen. Denn der ehemalige kirchliche Grundbesitz ist längst unter die neuen Landbesitzer aufgeteilt, die wiederum enteignet werden müssten, was Maximilian energisch ablehnt.
Als die politisch-militärische Lage Maximilians immer hoffnungsloser wird, entschließt sich Charlotte, nach Paris zu reisen und Napoleon III. um Hilfe zu bitten. Doch der französische Kaiser hat in Europa genügend eigene Sorgen.  Der preußische Ministerpräsident Bismarck will ihn in einen europäischen Krieg verwickeln. Napoleon benötigt daher in Frankreich jeden Soldaten. Außerdem hat sich durch den Sieg der Nordstaaten im Sezessionskrieg die globalstrategische Situation zu seinem Nachteil verändert. Die USA, bisher selbst im Bürgerkrieg gebunden, können nun mit allem Nachdruck, auch der Drohung mit militärischer Gewalt, auf die Unabhängigkeit Mexikos pochen.
Völlig verzweifelt reist Charlotte zum Papst nach Rom. Inzwischen leidet sie unter Verfolgungswahn und glaubt, von Mördern umgeben zu sein, die sie vergiften wollen. Die Audienz beim Papst endet in einem Fiasko. Auch der Papst ist nicht gewillt, Maximilian weiter zu unterstützen, da dieser in seinen Augen in Mexiko in der Kirchenfrage versagt hat. Charlotte erleidet einen Nervenzusammenbruch und wird in Wien in einer Klinik aufgenommen. Sie ist unheilbar geisteskrank und wird Maximilian nicht wieder sehen.
Währenddessen spitzt sich in Mexiko für Maximilian die Lage zu, obwohl er in Prinz Salm einen treuen Berater hat. Die liberale Armee von Juarez ist jetzt der Regierungsarmee, die nicht mehr durch die Truppen Bazaines unterstützt wird, überlegen. In einem letzten verzweifelten Akt versuchen Maximilians Generale, in Queretaro eine uneinnehmbare Festung zu errichten. Doch durch den Verrat von Oberst Lopez gelangen die  liberalen Truppen in die Stadt. Maximilian und seine Offiziere werden gefangen genommen, während Belgiern und Österreichern freier Abzug in ihre Heimat gewährt wird.
Maximilian und die Generale Mejia und Miramon werden vor ein Militärgericht gestellt. Ihnen droht nach einem mexikanischen Gesetz die Todesstrafe, da sie eine ausländische Invasion unterstützt haben. Alle Versuche, eine Begnadigung zu erwirken scheitern, wie auch eine geplante Flucht durch die versuchte Bestechung eines Festungskommandanten mit 100.000.- Dollar; eine Summe, die das Haus Habsburg zur Rettung ihres Angehörigen bereitgestellt hat. Doch Präsident Juarez will ein Exempel statuieren, um künftige Invasoren abzuschrecken. Am 19. Juni 1867 werden Maximilian und die Generale Mejia und Miramon von einem Hinrichtungskommando in Queretaro erschossen.

## Kritik
Die zeitgenössische Presse kritisierte generell eine Überlänge des Films sowie seine starke Dialoglastigkeit.

## Überlieferung
Soweit bekannt, wurde der Film nach der Erstausstrahlung nicht wieder gesendet. 2020 erschien von Pidax eine DVD-Edition.